# Eugene Fodor (Autor)
Eugene Fodor (* 14. Oktober 1905 in Léva, Österreich-Ungarn; † 18. Februar 1991 in Torrington, Connecticut) war ein ungarisch-amerikanischer Schriftsteller und Herausgeber von Reiseliteratur. Seine Sprachbegabung (er beherrschte fünf Fremdsprachen), Weltgewandtheit und gewisse Abenteuerlust haben es ihm ermöglicht, ein Unternehmen zu schaffen, das bis heute, wenn auch unter verschiedenen Nachfolgern, Bestand gehabt hat. Im Augenblick (ab 2016) besitzt das amerikanische Medienunternehmen Internet Brands in Kalifornien an dem Imprint Fodor’s alle Rechte. – Der große Erfolg der Reiseführer von Eugene Fodor erklärt sich wohl hauptsächlich daraus, dass er neben den sonst üblichen Hinweisen auf Sehenswürdigkeiten, Hotels etc. sehr viel Interessantes über die moderne Kultur und Menschen in den jeweils behandelten Ländern zu sagen gehabt hat.

## Lebensabriss
Von Eugene Fodors Herkunft und Familie scheint Näheres nicht überliefert worden zu sein. Seine Geburtsstadt wurde 1918 slowakisch und hieß fortan Levice. So ist er denn wohl in zwei verschiedenen Staaten aufgewachsen, was irgendwie bestimmend für seinen weiteren Lebensweg gewesen zu sein scheint.
In den 1920er Jahren studierte er Volkswirtschaftslehre in Prag, Grenoble und Hamburg. Danach war er zunächst Übersetzer in einer französischen Reederei. Nebenbei schrieb er Reiseartikel, die er an ungarische und französische Zeitungen schickte.
Von 1930 bis 1933 war Eugene Fodor Reisekorrespondent in Prag. Danach arbeitete er in England, wo 1936 sein erster Reiseführer, On the Continent–The Entertaining Travel Annual, bei Francis Aldor in London veröffentlicht wurde.
Als 1939 der Zweite Weltkrieg in Europa ausbrach, hielt Eugene Fodor sich gerade geschäftlich in den Vereinigten Staaten auf. Er blieb dort und wurde irgendwann amerikanischer Staatsbürger. Von 1942 bis 1947 war er Soldat in der US-Armee, wo er unter anderem in dem Nachrichtendienst Office of Strategic Services des amerikanischen Kriegsministeriums arbeitete. 1945 war er führend an der Befreiung von Prag und Pilsen beteiligt und ist dafür hochdekoriert worden. Nach dem Krieg hielt sich Eugene Fodor noch etwa ein Jahr lang in Prag auf, wo er die Tschechin Vlasta Zobel, seine spätere Ehefrau, kennenlernte.
Irgendwann wieder nach Europa zurückgekehrt, gründete Eugene Fodor 1949 in Paris die Firma Fodor’s Modern Guides Inc., mit der er die Herausgabe seiner Bücher in Europa und Übersee lenken wollte. Ab 1950 veröffentlichte der amerikanische Verlag David McKay dann seine ersten Reiseführer. Ab 1952 schon erschienen fortlaufend auch deutsche Übersetzungen.
1964 kehrte Eugen Fodor in die Staaten zurück und ließ sich in Torrington im Litchfield County in Connecticut nieder. 1968 verkaufte er seine Firma an David McKay und zog sich ins Privatleben zurück.
Von David McKay hat dann Random House 1986 die Rechte übernommen und 2016 an Internet Brands abgegeben.